# Adamo Telecom Iberia
Adamo Telecom, legalment Adamo Telecom Ibèria, S.A.O., és un proveïdor de serveis d'internet per fibra òptica en modalitat FTTH, telefonia fixa i telefonia mòbil que opera a Espanya sobre xarxa pròpia i en determinades zones a través de xarxes neutres. Va ser el primer operador a oferir 100 Mbps i, més endavant, el primer a oferir una amplada de banda fins a 1.000 Mbps. Des de febrer de 2017 és propietat del fons d'inversió EQT.

## Història
Fundada a Suècia en 2004 sota el nom Adamo Bredband, prestava servei exclusivament en aquest país.
En 2007 es va crear la matriu espanyola amb el propòsit de comercialitzar els seus productes a través de la xarxa neutra ASTURCON, creada per a prestar servei en les zones de la conca minera d'Astúries, sent el primer operador a oferir serveis de 100 Mbps simètrics.
En 2010 la filial espanyola es va separar de la matriu sueca constituint-se com Adamo Telecom Ibèria, S.A., moment en el qual va començar a construir la seva primera xarxa FTTH pròpia en el districte 22@ de Barcelona. Durant els següents anys va estendre la seva xarxa per Catalunya, Sevilla i Madrid, a més d'operar les xarxes FTTH obertes a Astúries, Ermua i Quintanadueñas.
En 2013 augmenta novament l'amplada de banda a 300 Mbps simètrics en les seves xarxes pròpies i, des de 2014, ofereix accés a Internet a velocitat de 1.000 Mbps de descàrrega i 200 Mbps de pujada.
En 2015 va començar a oferir serveis de telefonia mòbil usant la xarxa d'Orange.
En 2017 el fons d'inversió EQT Mid Market va adquirir Adamo Telecom Ibèria, S.A.
La companyia ha anat millorant les prestacions ofertes, augmentant la seva amplada de banda de pujada. Des de l'any 2020 ofereixen servei simètric amb 1.000 Mbps de descàrrega i 1.000 Mbps de pujada.